# Ana Vega
Ana Vega (Oviedo, Asturias, 1977) es una poeta, narradora y crítica literaria. Colabora en los periódicos La Nueva España y Oviedo Diario, y en revistas como Clarín. En 2008 obtuvo un accésit del XXVI Premio Nacional de Poesía "Hernán Esquío", mientras que en 2011 fue reconocida con el Premio de la Crítica de las Letras Asturianas. Ha sido incluida en antologías como La manera de recogerse el pelo (2009), coordinada por David González, y en el estudio Poetas Asturianos para el siglo XXI (2009) de Carlos Ardavin. Compagina la escritura con la coordinación de cursos y talleres de creación literaria. 

## Obras

### Narrativa
- Realidad paralela (Córdoba: Editorial Groenlandia, 2011)
- Llanquihue (Madrid: Huerga & Fierro, 2012)

### Poesía
- El cuaderno griego (Mieres: Universos, 2008)
- Breve testimonio de una mirada (Madrid: Amargord, 2009)
- La edad de los lagartos (Cádiz: Origami, 2011)
- Herrumbre (Córdoba: Groenlandia, 2012)
- Al xeito del tambor (Oviedo: Trabe, 2013)